# マリールゥ・ドゾワ＝プレヴォー

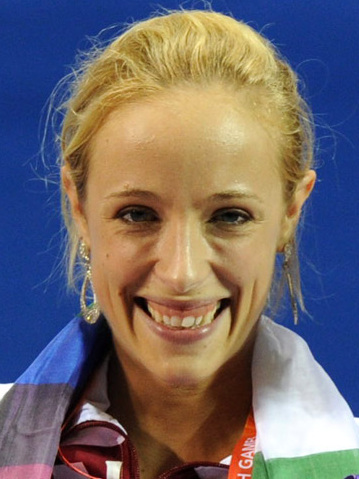
2010年コモンウェルスゲームズの授賞式にて

マリールゥ・ドゾワ＝プレヴォー（英語: Marilou Dozois-Prévost 、1986年5月11日 - ）は、カナダのケベック州・モントリオール出身の重量挙げ選手。
2006年にオーストラリアのメルボルンで開催されたコモンウェルスゲームズの重量挙げ女子48kg級に出場し、インドのクンジャラニ・デヴィに及ばなかったもののスナッチでは1位の記録を打ち立てるなどして2位の銀メダルを獲得した。2008年には北京オリンピックの重量挙げ女子48kg級に出場するものの10位に終わった。